# 佐里亞涅 (巴爾區)
49°10′59″N 27°46′55″E / 49.18306°N 27.78194°E
佐里亞涅（烏克蘭語：Зоряне），是烏克蘭的村落，位於該國西南部文尼察州，由日梅林卡區負責管轄，面積0.34平方公里，海拔高度325米，2001年人口57，人口密度每平方公里169.14人。